# Max Uecker
Max Robert Ernst Uecker (* 11. Mai 1887 in Anklam; † 1. März 1978 in Bolgenach, Hittisau) war ein deutscher Bildschnitzer und Holzrestaurator. Er gestaltete in den 1920er Jahren eine Reihe von Kriegergedenktafeln, schuf Mobiliar mit Schnitzereien, Grabstelen u. a. 1945 flüchtete er von Treptow an der Rega nach Vorpommern. Hier restaurierte er in den Jahren 1945 bis 1960 viele Kirchenausstattungsstücke und schuf Kruzifixe, Kandelaber und Altarbilder aus Holz für Kirchen in Vorpommern.

## Leben
Nach einer Lehre bei Otto Matthey (1866–1934) in Lassan arbeitete Uecker zunächst im Grabsteingeschäft seines Schwagers in Strasburg (Uckermark) und später in  Berlin im  Atelier von Prof. Gotthold Riegelmann (1864–1939). Von dort holte ihn Carl Bartel jun. in die Bau- und Möbeltischlerei seines Vaters nach Swinemünde, wo Max Uecker bis zu seiner Einberufung zum Militär im Jahre 1908 arbeitete. Anschließend war er bei dem Stargarder Bildhauer Gottschalk an der Restaurierung der Stargarder St.-Marien-Kirche beteiligt. In dieser Zeit lernte er die Kirchenmaler Franz Vögele aus Ulm und Gustav Hoffmann (1883–1974) aus Duisburg kennen. Gemeinsam mit diesen bewohnte Max Uecker eine Wohnung in Stargard, in der die drei Freunde auch eine Restaurierungswerkstatt betrieben. Unter anderem wurden dort die barocken Altarretabel aus Groß Justin und Brandshagen restauriert.
Während des Ersten Weltkrieges verlor Max Uecker in der Schlacht bei Tannenberg den Zeigefinger seiner rechten Hand. Während des Genesungsurlaubs schnitzte er 1915 ein Kruzifix, das über Keffenbrink nach Nehringen im heutigen Kreis Nordvorpommern kam. Es ist heute das älteste bekannte Werk Max Ueckers.
Nach dem Ersten Weltkrieg lernte Max Uecker seine Frau kennen und zog mit ihr in das alte Schulhaus bei der Kirchenruine in Hoff bei Rewal. In den Wintermonaten schuf er gemeinsam mit dem Kirchenmaler Gustav Hoffmann Kriegergedenktafeln. 1923 entstand das Gefallenendenkmal im Chor der Kirche von Jarmen, von dem das Kruzifix und ein Leuchterpult erhalten sind. Zum hundertjährigen Schuljubiläum 1924 schuf Max Uecker gemeinsam mit dem Maler Karl Rumpel  (1867–1939) Dekorationen für die als Aula der Höheren Mädchenschule in Treptow an der Rega (heute Trzebiatów in Polen) genutzte Heilig-Geist-Kapelle. Nicht erhalten ist die Mitte der 1920er Jahre von Max Uecker ausgestattete neue Kirche in Damsdorf bei Bütow (Bytów). Neben seiner freiberuflichen Tätigkeit hatte Max Uecker eine Stelle als Zeichenlehrer an der Höheren Mädchenschule in Treptow an der Rega inne. Vermutlich 1927 schuf Max Uecker einen Schrank für die Feldpostbriefe Paul von Hindenburgs, der auf Gut Neudeck und später im Reichsehrenmal stand. Im März 1945 flüchtete Max Uecker vor dem Einmarsch der Roten Armee in Treptow an der Rega nach Ferdinandshof und zog von dort 1947 nach Greifswald. In die Greifswalder Zeit fallen zahlreiche Restaurierungsarbeiten in den Kirchen Vorpommerns und Mecklenburgs. Max Uecker restaurierte u. a. das äußere Erscheinungsbild (Prospekt) der Stellwagenorgel in der Stralsunder St.-Marien-Kirche. In Ueckers Werkkatalog konnten mittlerweile 180 Stücke erfasst werden, einschließlich nicht erhaltener Arbeiten und Restaurierungen.
1960 verließ Max Uecker die DDR und arbeitete nach mehreren Zwischenstationen für einige Jahre in der Altenteilerstube des Heimatmuseums in Rotenburg an der Wümme. Seinen Lebensabend verbrachte Max Uecker in Bolgenach im Bregenzer Wald, wo er am 1. März 1978 starb.

## Werke (Auswahl)
Zu den bedeutendsten Werken Max Ueckers zählen das
- 1926 Kriegergedenktafel für den Militärverein Jarmen und Umgebung aus der Gaststätte Zur Sonne in Jarmen, heute im Rathaus Jarmen
- um 1927 Schrank für die Feldpostbriefe Paul von Hindenburgs an seine Frau, Gertrud Wilhelmine von Sperling (1860–1921), zuletzt im Tannenberg-Denkmal, Verbleib unbekannt
- 1942 Ausstattung des Amtszimmers des Bürgermeisters im Rathaus von Treptow an der Rega (heute Trzebiatów)
- Altarretabel in Vorland zwischen Tribsees und Grimmen von 1949/51
- 1952 Emmausrelief zum Umzug der Züllchower Anstalten nach Züssow in der Züssower Diakonie
- das 1953 entstandene Kruzifix in der Loitzer Lutherkirche.
- 1953 Gedenk-Altar im Greifswalder Dom (Geschenk der Evangelischen Frauenhilfe an Bischof Karl von Scheven)
- 1964 die Dekorationen für das Weinmeisterfaß im Bremer Ratskeller und
- Skulpturen für die Zionskirche in Sottrum und die Bethlehemskirche in Bremen.

- 2007 wurden 50 Werke Max Ueckers in einer Ausstellung in der St.-Petri-Kirche in Altentreptow, der St.-Petri-Kirche in Wolgast und dem Museum im Steintor in Max Ueckers Geburtsstadt Anklam gezeigt.

## Einzelnachweis
1. ↑  Die Pommersche Zeitung. Nr. 49/2007 vom 8. Dezember 2007, S. 5.

| Personendaten    | Personendaten                                 |
| ---------------- | --------------------------------------------- |
| NAME             | Uecker, Max                                   |
| ALTERNATIVNAMEN  | Uecker, Max Robert Ernst (vollständiger Name) |
| KURZBESCHREIBUNG | deutscher Bildschnitzer und Holzrestaurator   |
| GEBURTSDATUM     | 11. Mai 1887                                  |
| GEBURTSORT       | Anklam                                        |
| STERBEDATUM      | 1. März 1978                                  |
| STERBEORT        | Bolgenach                                     |